# سمك الجليد البحري
يمكن أن يختلف مدى سُمك الجليد البحري (بالإنجليزية: Sea ice thickness)‏ والمياه المفتوحة داخل حزم الجليد البحري بسرعة استجابة للتغيرات في الطقس والمناخ. يمكن قياس تركيز الجليد البحري بواسطة الأقمار الاصطناعية، باستخدام جهاز استشعار الموجات الدقيقة الخاص (Special Sensor Microwave Imager / Sounder SSMIS)، وقد قام القمر الاصطناعي Cryosat-2 التابع لوكالة الفضاء الأوروبية برسم خريطة لسُمك وشكل الغطاء الجليدي القطبي للأرض. يجري حساب حجم الجليد البحري باستخدام نظام النمذجة والاستيعاب للمحيط الجليدي في القطب الشمالي (Pan-Arctic Ice Ocean Modeling and Assimilation System PIOMAS)، والذي يمزج البيانات التي يجري رصدها عبر الأقمار الاصطناعية، مثل تركيزات الجليد البحري، ضمن حسابات النموذج لتقدير سُمك الجليد البحري وحجمه. يُحدِّد سُمك الجليد البحري عددًا من التدفقات المهمة مثل تدفق الحرارة بين الهواء وسطح المحيط - انظر أدناه - بالإضافة إلى تدفقات المياه المالحة والعذبة بين المحيط، حيث تطرد المياه المالحة الكثير من محتواها من الملح عند تجميدها - انظر عمليات نمو الجليد البحري sea ice growth processes. ويُعد تحديد سُمك الجليد البحري مهمًا أيضًا للملاحين على كاسحات الجليد نظرًا لوجود حد أقصى لسُمك الجليد الذي يمكن لأي سفينة الإبحار من خلاله.

## القياس
يمكن قياس سُمك الجليد البحري بعدة طرق مختلفة. فيمكن قياسه مباشرةً عن طريق أخذ عينة من الجليد وقياسها، أو عن بُعد باستخدام قياسات نُقطية من عوامات توازن كتلة الجليد ice mass balance buoys، أو بشكل أكثر كفاءة باستخدام القياسات التي تقوم بها الأقمار الاصطناعية. يمكن أن تُعطي قياسات عمق الجليد تحت خط الماء (أو الغاطس ) بواسطة أنظمة السونار أو الرادار تحت الماء تقديرات جيدة لسُمك الجليد بشرط ألا يكون هناك الكثير من الثلج (الذي هو أقل كثافة من الجليد) في الأعلى.
الحد الحر freeboard للجليد البحري هو الفرق بين ارتفاع سطح الجليد البحري والماء في المسارات المفتوحة. نظرًا لأن 85-95% من الجليد البحري الخالي من الثلوج يقع عادةً أسفل خط الماء، فإن حساب السُمك بسيط إلى حد ما؛ ومع ذلك، فإن القياس الدقيق لحافة الجليد الحرة يعوقه العديد من العوامل بما في ذلك الغطاء الثلجي، ويمكن تحسين نمذجة هذه البيانات باستمرار.

### الأقمار الاصطناعية
قام القمر الاصطناعي لرصد الجليد والسحب وارتفاع الأرض (Ice, Cloud, and land Elevation Satellite ICESat) بقياس توازن كتلة الجليد، وارتفاع السحب والهباء الجوي، وخصائص تضاريس الأرض والغطاء النباتي، خلال فترة خدمة نشطة امتدت لما يزيد عن ست سنوات من فبراير 2003 إلى أكتوبر 2009.
كانت مهمة وكالة الفضاء الأوروبية لقياس رطوبة التربة وملوحة المحيطات (Soil Moisture and Ocean Salinity SMOS) هي أول مهمة مدارية لقياس ملوحة سطح الأرض، وتميزت بالقدرة على عرض البيانات حتى في وجود معظم السحب وأثناء الظلام.
يمكن حساب حجم الجليد البحري باستخدام نظام النمذجة والاستيعاب للمحيط الجليدي في القطب الشمالي (Pan-Arctic Ice Ocean Modeling and Assimilation System PIOMAS).

### طُرق أخرى
قام معهد ألفريد فيجنر للأبحاث القطبية والبحرية Alfred Wegener Institute for Polar and Marine Research بتصميم جهاز لقياس سمك الجليد سُمي E-M Bird، حيث يُحمل الجهاز في الجو بواسطة طائرة هليكوبتر، ويقوم بقياس سُمك الجليد باستخدام مجموعة من ملفات المحاثة التي تقيس واجهة تلاقي الجليد والماء بناءً على الاختلافات في المحاثة - على غرار جهاز الكشف عن المعادن - ومقياس الارتفاع بالليزر الذي يقيس سطح الجليد. وقد جرى استخدامه على نطاق صغير في عام 2007 لتكملة قياسات مقياس الإشعاع بالميكروويف خلال حملة Pol-Ice، ثم على نطاق أوسع بكثير خلال حملة GreenICE (تجربة الجليد والمناخ في القطب الشمالي في جرينلاند) التي أجريت في عامي 2004 و2005.